# Pyrhéliomètre

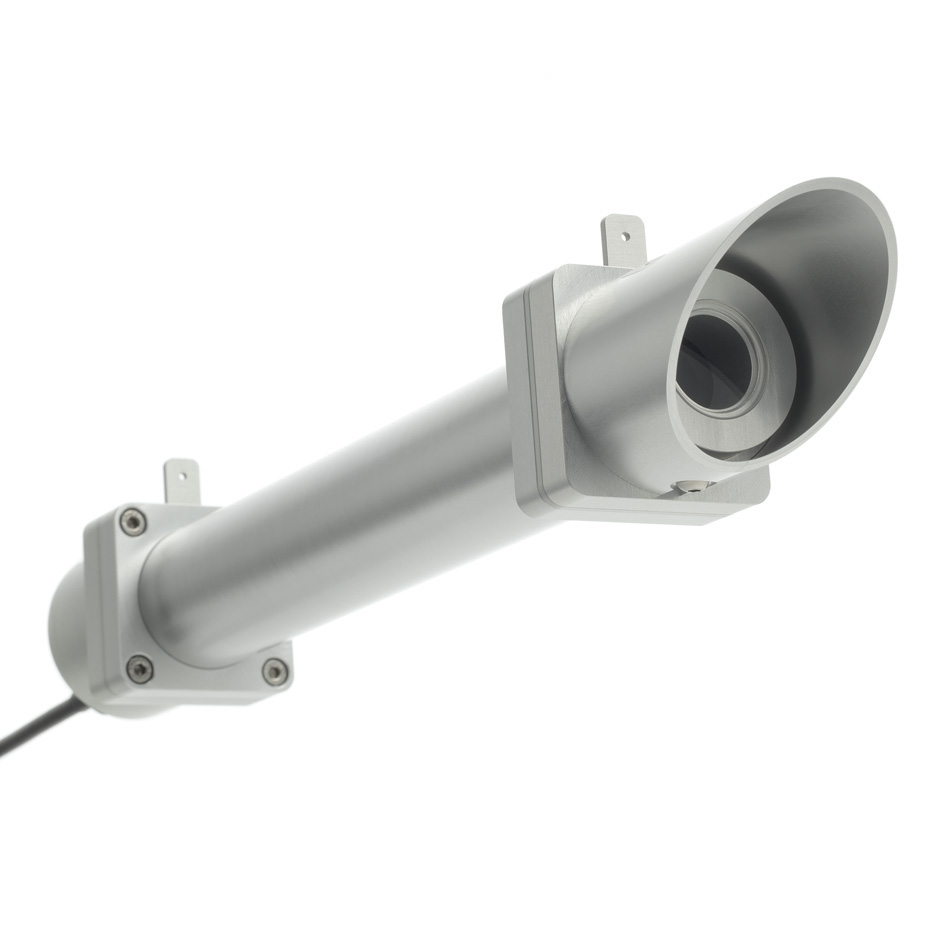
Pyrhéliomètre de recherche.

Un pyrhéliomètre est un instrument destiné à mesurer l'irradiance solaire directe. Il est généralement constitué par une thermopile peinte en noir, donc très absorbante, montée sur un système de suivi pointé vers le Soleil. Ainsi cet instrument ne mesure que le rayonnement directement issu du soleil, à l'exclusion de celui issu du ciel ou de la Terre.
La lumière du Soleil pénètre dans l'instrument par une fenêtre et est ensuite dirigée sur la thermopile qui convertit la chaleur en un signal électrique qui est enregistré. Celui-ci est ensuite converti en une mesure équivalente exprimée en watts par mètre carré.

## Standards
Des comparaisons sont régulièrement effectuées pour l'intercalibration des pyrhéliomètres afin de mesurer la quantité d'énergie reçue du soleil.
L'objectif des journées de « International Pyrheliometer Comparisons »(Archive.org • Wikiwix • Archive.is • Google • Que faire ?) organisées à Davos tous les cinq ans par le « World Radiation Centre »(Archive.org • Wikiwix • Archive.is • Google • Que faire ?) est de fournir une référence radiométrique mondiale.
Lors de ces journées, les participants apportent leurs équipements à Davos pour effectuer des mesures simultanées du rayonnement solaire.

## Applications
Les applications classiques des mesures par pyrhéliomètre sont les études scientifiques du climat et de la météorologie, la recherche sur les propriétés de certains matériaux, et la mesure de l'efficacité de certains appareils photovoltaïques.